# 마티아 데 실리오
마티아 데 실리오(이탈리아어: Mattia De Sciglio, 1992년 10월 20일, 이탈리아 밀라노 ~ )는 이탈리아의 축구 선수이다. 현재 이탈리아 세리에 A의 엠폴리에서 풀백으로 뛰고 있다.

## 클럽 경력

### 초기 경력
밀라노 출신, 마티아 데 실리오는 2001년 지역 아마추어팀 치미아노로 옮기기 전에 로차노 지역 근처 산타 치아라 에 산 프란체스코(Santa Chiara e San Francesco) 교구 레크레이션에서 어릴 때 축구를 시작했다. 시간이 흘러, 그가 10살이 되어서, 그는 9시즌을 보낸 AC 밀란 유스팀에 입단하였다. 2010년에, 그는 코파 이탈리아 프리미베라에서 25년 만의 우승을 가져다준 AC 밀란 유스팀의 멤버였다.

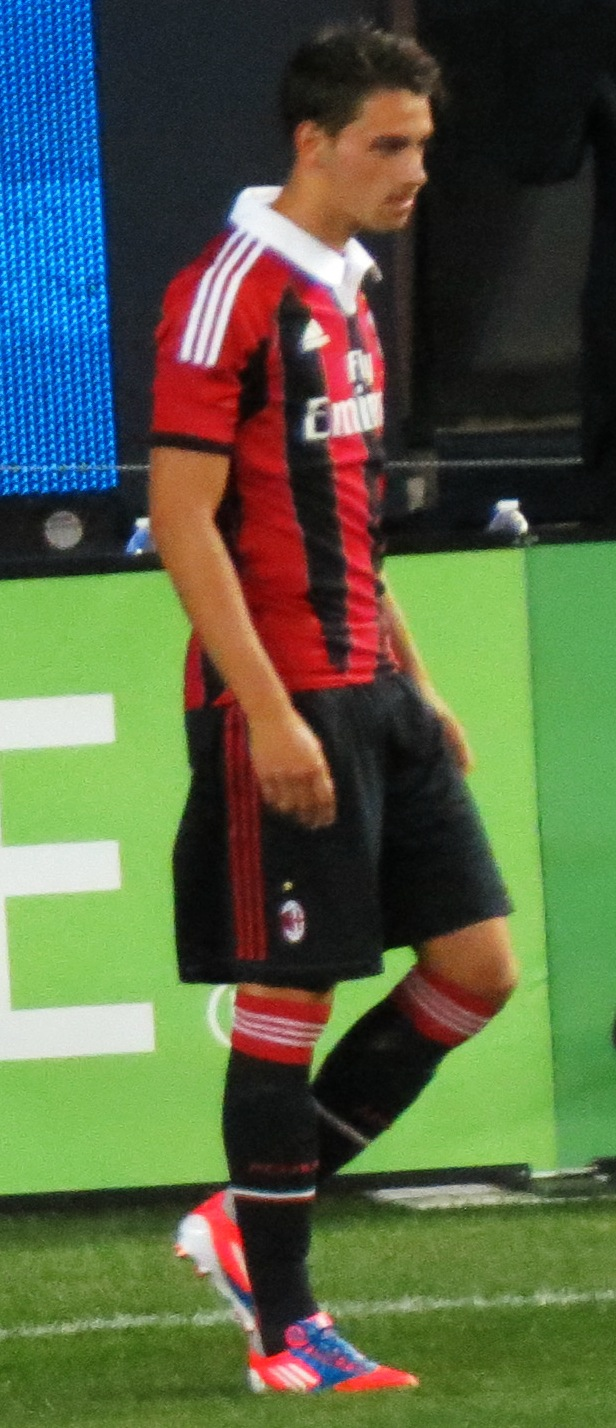
밀란에서 뛰는 데 실리오

### 2011-12 시즌
2011-12 시즌이 시작할 때, 마티아 데 실리오는 마시밀리아노 알레그리 감독에 의해 1군 선수 명단에 공식적으로 포함됐다. 그는 공식 데뷔전을 2011년 9월 28일 UEFA 챔피언스리그 조별 예선 빅토리아 플젠과 2-0으로 이긴 홈경기에서 후보선수로 데뷔했다. 그는 첫 선발 경기를 12월 6일에 열린 빅토리아 플첸과 2-2 무승부를 거둔 원정경기에서 치렀다. 4달 뒤인 4월 10일에, 그는 키에보와 원정경기에서 리그 데뷔 경기를 치렀고 1-0 승리를 거뒀다. 다음달, 5월 6일, 그는 도시 라이벌 인테르과 첫 밀라노 더비에서 4-2로 패배한 경기 전반전 중간에 다니엘레 보네라의 부상으로 교체 출전하였다.

### 2012-13 시즌
2012-13 시즌에, 마티아 데 실리오는 과거에 마우로 타소티와 카푸가 입었던 등번호 2번을 물려받았다. 그리고 그들의 기대에 부흥하기를 희망한다고 하였다. 시즌 전반기 내내, 데 실리오는 좋은 모습을 보여 주전 선수가 되었다.

## 국가대표팀 경력
마티아 데 실리오는 2011년 UEFA U-19 선수권 대회 지역 예선에서 2경기 출전과 한 골을 넣은 걸 포함하여, 2010년과 2011년 사이에 이탈리아 U-19 대표팀에서 모두 8경기에 출전하였다. 그는 이탈리아 U-20 대표팀에 뽑혀 2011년과 2012년 사이에 5경기에 출전하였다.
마티아 데 실리오는 이탈리아 U-21 대표팀 데뷔전을 2012년 4월 25일에 열린 스코틀랜드 U-21 대표팀과 4-1로 승리한 친선전에서 후반전 중간에 후보선수로 치렀다.
21세 이하 대표팀에서 데뷔전을 치르고 4달이 지나지 않아서, 데 실리오는 체사레 프란델리 감독에 의해 2012년 8월 15일에 열린 잉글랜드와 친선전에서 처음으로 성인 대표팀 첫 소집되었다. 하지만 그는 2-1로 승리한 경기에서 후보로 남아 출전하지 못했다.
데 실리오는 2013년 3월 21일에 열린 2-2로 끝난 브라질과 친선전에서 이탈리아 대표팀 데뷔전을 치렀다.

## 플레이 스타일
데 실리오는 왼쪽 발 역시도 자유롭게 사용하는 주발이 오른발인 풀백이다. 전 밀란의 선수이자 2007-08 시즌에 코치로 활동한 알베리고 에바니는 데 실리오를 "발이 빠르고 기술이 뛰어나고 다재다능한 선수이다"라고 평했다.

## 경력 통계

### 클럽
2023년 5월 3일 기준
| 클럽      | 시즌      | 리그      | 리그 | 리그 | 코파 이탈리아 | 코파 이탈리아 | 유럽클럽대항전 | 유럽클럽대항전 | 그외 | 그외 | 합계 | 합계 |
| 클럽      | 시즌      | 리그      | 출전 | 득점 | 출전          | 득점          | 출전           | 득점           | 출전 | 득점 | 출전 | 득점 |
| --------- | --------- | --------- | ---- | ---- | ------------- | ------------- | -------------- | -------------- | ---- | ---- | ---- | ---- |
| 밀란      | 2011–12   | 세리에 A  | 3    | 0    | 0             | 0             | 2              | 0              | 0    | 0    | 5    | 0    |
| 밀란      | 2012–13   | 세리에 A  | 27   | 0    | 1             | 0             | 5              | 0              | —    | —    | 33   | 0    |
| 밀란      | 2013–14   | 세리에 A  | 16   | 0    | 2             | 0             | 3              | 0              | —    | —    | 21   | 0    |
| 밀란      | 2014–15   | 세리에 A  | 17   | 0    | 1             | 0             | —              | —              | —    | —    | 18   | 0    |
| 밀란      | 2015–16   | 세리에 A  | 22   | 0    | 7             | 0             | —              | —              | —    | —    | 29   | 0    |
| 밀란      | 2016–17   | 세리에 A  | 25   | 0    | 1             | 0             | —              | —              | 1    | 0    | 27   | 0    |
| 유벤투스  | 2017-18   | 세리에 A  | 12   | 1    | 1             | 0             | 6              | 0              | 1    | 0    | 20   | 1    |
| 유벤투스  | 2018-19   | 세리에 A  | 22   | 0    | 2             | 0             | 4              | 0              | —    | —    | 28   | 0    |
| 유벤투스  | 2019-20   | 세리에 A  | 9    | 0    | 1             | 0             | 2              | 0              | 1    | 0    | 13   | 0    |
| 유벤투스  | 2020-21   | 세리에 A  | 1    | 0    | —             | —             | —              | —              | —    | —    | 1    | 0    |
| 유벤투스  | 2021-22   | 세리에 A  | 20   | 1    | 4             | 0             | 4              | 0              | 1    | 0    | 29   | 1    |
| 유벤투스  | 2022-23   | 세리에 A  | 17   | 0    | 2             | 0             | 6              | 0              | —    | —    | 25   | 0    |
| 리옹      | 2020-21   | 리그 1    | 29   | 0    | 4             | 0             | —              | —              | —    | —    | 33   | 0    |
| 경력 합계 | 경력 합계 | 경력 합계 | 220  | 2    | 26            | 0             | 32             | 0              | 4    | 0    | 282  | 2    |

1. 1 2 3  UEFA 챔피언스리그 경기 포함
2. ↑  수페르코파 이탈리아나 경기 포함

### 국가대표팀
| 이탈리아 대표팀 | 이탈리아 대표팀 | 이탈리아 대표팀 |
| 연도            | 출전            | 득점            |
| --------------- | --------------- | --------------- |
| 2013            | 8               | 0               |
| 2014            | 8               | 0               |
| 2015            | 6               | 0               |
| 2016            | 8               | 0               |
| 2017            | 1               | 0               |
| 2018            | 6               | 0               |
| 2019            | 2               | 0               |
| 2020            | 0               | 0               |
| 2021            | 0               | 0               |
| 2022            | 1               | 0               |
| 합계            | 40              | 0               |

## 수상

#### AC 밀란
- 2011, 2016년 수페르코파 이탈리아나 우승

#### 유벤투스
- 세리에 A : 2017–18, 2018–19, 2019–20
- 코파 이탈리아 : 2017–18
- 수페르코파 이탈리아나 : 2018

#### 이탈리아
- 2013년 FIFA 컨페더레이션스컵 3위

### 개인
- 2011-12 세리에 A 올해의 팀